# Lothar Batt
Lothar Batt (* 9. November 1960) ist ein ehemaliger Schweizer Eishockeyspieler.

## Karriere
Batt verbrachte seine Juniorenzeit beim EHC Olten, für dessen Mannschaft er von 1980 bis 1982 in der zweitklassigen Nationalliga B auflief. Zur Saison 1982/83 erfolgte der Wechsel zum HC Davos. Mit den Bündnern gewann er 1984 und 1985 die Schweizer Meisterschaft. Nach dem Abstieg der Davoser zum Saisonende 1988/89 verliess der Flügelstürmer den Rekordmeister und schloss sich dem HC Ambrì-Piotta an. Zwei Spielzeiten stand er für die Tessiner im Einsatz und trat danach nicht mehr im professionellen Eishockey in Erscheinung. Seine Karriere liess er beim EHC Dübendorf in den unteren Ligen ausklingen.

### International
Für die Schweiz nahm Batt an der B-Weltmeisterschaft 1986 teil, bei der den Eidgenossen der Aufstieg in die A-Gruppe gelang.

## Erfolge und Auszeichnungen
- 1984 Schweizer Meister mit dem HC Davos
- 1985 Schweizer Meister mit dem HC Davos